# Southern Lord
Southern Lord ist ein US-amerikanisches Musiklabel.

## Geschichte
Southern Lord wurde im April 1998 von Greg Anderson und Stephen O’Malley gegründet.
Es ist auf Doom Metal (z. B. Church of Misery und Electric Wizard), Sludge (z. B. Weedeater oder Black Cobra), Drone Doom (z. B. Sunn O))) oder Earth) und experimentelle Musik spezialisiert. In letzter Zeit veröffentlicht es auch mehrere Bands aus dem Black-Metal-Umfeld wie zum Beispiel Wolves in the Throne Room, Xasthur oder Craft.
Anderson und O’Malley gründeten das Label, um die Musik ihrer eigenen Bands Thorr’s Hammer und Burning Witch zu veröffentlichen. Für die erste Veröffentlichung bekam Anderson Geld von Guy Pinhas geliehen. Anderson arbeitete davor schon bei Caroline Distribution, sagt aber selbst, keine Ahnung vom Führen einer Firma gehabt zu haben.
Das Label ist bekannt für seine Veröffentlichungen auf Vinyl. Anderson ließ sich durch Labels wie Sub Pop oder Touch and Go Records zum Schallplattenmachen inspirieren. Diese kleinen Independent-Firmen wollten mit Mini-Auflagen und aufwendigem Design Sammlerinteresse wecken und Aufmerksamkeit erregen.

## Künstler (Auswahl)
- A Storm of Light
- Attila Csihar
- Black Cobra
- Boris
- Burning Witch
- Church of Misery
- Craft
- Darkest Hour
- Electric Wizard
- Earth
- Goatsnake
- Grief
- The Hidden Hand
- Internal Void
- Lurker of Chalice
- Mondo Generator
- Nachtmystium
- Nortt
- The Obsessed
- Offenders
- Om
- Oren Ambarchi
- Orthodox
- Outlaw Order
- Pentagram
- Pelican
- Probot
- Saint Vitus
- Sunn O)))
- Teeth of Lions Rule the Divine
- Thorr’s Hammer
- Twilight
- Warhorse
- Wino
- Weedeater
- Wolves in the Throne Room
- Xasthur

## Veröffentlichungen
Die Veröffentlichungen des Labels befinden sich unter Southern Lord/Diskografie.